# Baghmara
Baghmara là một thành phố và là nơi đặt ban đô thị (municipal board) của quận South Garo Hills thuộc bang Meghalaya, Ấn Độ.

## Nhân khẩu
Theo điều tra dân số năm 2001 của Ấn Độ, Baghmara có dân số 8643 người. Phái nam chiếm 53% tổng số dân và phái nữ chiếm 47%. Baghmara có tỷ lệ 70% biết đọc biết viết, cao hơn tỷ lệ trung bình toàn quốc là 59,5%: tỷ lệ cho phái nam là 73%, và tỷ lệ cho phái nữ là 68%. Tại Baghmara, 16% dân số nhỏ hơn 6 tuổi.